# فهرست سفیران ایران در برزیل
از مرداد ماه ۱۳۱۴ که سفارت ایران در آرژانتین تأسیس شد، سفارت ایران در آن کشور در برزیل هم اکردیته شدند. در سال ۱۳۱۶ که سفارت ایران در آرژانتین به واسطه صرفه‌جویی تعطیل شد، دیگر سفیر اکردیته در برزیل معرفی نشد، تا اینکه دیگربار سفارت ایران در ریو دو ژانیرو در ۱۴ مرداد ماه ۱۳۲۲ به وسیله یدالله عضدی تأسیس شد و نامبرده تا اسفندماه ۱۳۲۷ وزیرمختار بود.

## پهلوی
- یدالله عضدی مرداد ۱۳۲۲ - اسفند ۱۳۲۷
- حسنعلی فرخ غفاری تیر ۱۳۲۸ - ۱۳۳۰
- حسین نواب ۱۳۳۴ - ۱۳۳۷
- محمود فروغی ؟ - ۱۳۴۰
- عبدالحسین حمزاوی ۱۳۴۰ - ؟

؟
- حسینقلی امیراصلانی سفیر از ۲۸ شهریور ۱۳۴۸[۱] تا دی ۱۳۵۱
- جمال حاتم سفیر از ۱۶ دی ۱۳۵۱[۲]
- علی فتوحی سفیر از فروردین ۱۳۵۳  تا مرداد ۱۳۵۷
- پرویز عدل سفیر از مرداد ۱۳۵۷ تا دی ۱۳۵۷
- مظفر سمیعی کاردار موقت از دی ۱۳۵۷  تا آبان ۱۳۵۸

## جمهوری اسلامی
- شهمرد کنعانی مقدم ۱۳۶۲ - ۱۳۶۵
- محمود موحدی ۱۳۶۵ - ۱۳۷۰
- علی نعمت‌اللهی ۱۳۷۰ - ۱۳۷۱
- علی ماجدی ۱۳۷۱ - ۱۳۷۴
- منصور معظمی ۱۳۷۹ - ۱۳۸۳
- سید جعفر هاشمی ۱۳۸۳ - ۱۳۸۷
- سید مجید فروغی ارانی
- محسن شاطرزاده یزدی تیر ۱۳۸۷ - بهمن ۱۳۹۰
- محمدعلی قانع‌زاده عزآبادی بهمن ۱۳۹۰ - دی ۱۳۹۱۳۶
- سید علی سقائیان بهمن ۱۳۹۵ - بهمن ۱۳۹۸
- حسین قریبی اسفند ۱۳۹۸ - اسفند ۱۴۰۲
- عبدالله نکونام[۳] فروردین ۱۴۰۳ تا اکنون